# 1. ŽNL Splitsko-dalmatinska 2018./19.
1. ŽNL Splitsko-dalmatinska u sezoni 2018./19. predstavlja prvi rang županijske lige u Splitsko-dalmatinskoj županiji, te ligu četvrtog ranga hrvatskog nogometnog prvenstva. U ligi sudjeluje četrnaest klubova. 
 
Prvak lige je postala "Sloga" iz Mravinaca.

## Sustav natjecanja
Četrnaest klubova igra dvokružnim ligaškim sustavom (26 kola). 

## Sudionici
- GOŠK – Kaštel Gomilica, Kaštela
- Jadran – Kaštel Sućurac, Kaštela
- Jadran – Tučepi
- Mladost – Donji Proložac, Proložac
- Omiš – Omiš
- Omladinac – Vranjic, Solin
- Orkan – Dugi Rat
- OSK – Otok
- Poljičanin 1921 – Srinjine, Split
- Postira-Sardi – Postira
- Sloga – Mravince, Solin
- Val – Kaštel Stari, Kaštela
- Vinjani – Donji Vinjani, Imotski
- Zmaj – Makarska

## Ljestvica
| Poz. | Momčad                 | U  | P  | N | I  | G+ | G– | G+/– | Bod. | Nastavak natjecanja ili ispadanje |
| ---- | ---------------------- | -- | -- | - | -- | -- | -- | ---- | ---- | --------------------------------- |
| 1.   | Sloga Mravince (P)     | 26 | 19 | 5 | 2  | 71 | 26 | +45  | 62   | Kvalifikacije za 3. HNL – Jug     |
| 2.   | Zmaj                   | 26 | 17 | 2 | 7  | 64 | 25 | +39  | 53   |                                   |
| 3.   | Jadran Tučepi          | 26 | 12 | 8 | 6  | 46 | 25 | +21  | 44   |                                   |
| 4.   | Omiš                   | 26 | 12 | 6 | 8  | 43 | 28 | +15  | 41   |                                   |
| 5.   | GOŠK Kaštel Gomilica   | 26 | 11 | 8 | 7  | 53 | 46 | +7   | 41   |                                   |
| 6.   | OSK Otok               | 26 | 12 | 4 | 10 | 41 | 40 | +1   | 40   |                                   |
| 7.   | Omladinac              | 26 | 11 | 6 | 9  | 34 | 25 | +9   | 39   |                                   |
| 8.   | Jadran Kaštel Sućurac  | 26 | 10 | 8 | 8  | 40 | 38 | +2   | 38   |                                   |
| 9.   | Mladost Donji Proložac | 26 | 10 | 4 | 12 | 35 | 41 | −6   | 34   |                                   |
| 10.  | Orkan                  | 26 | 9  | 4 | 13 | 40 | 49 | −9   | 30   |                                   |
| 11.  | Postira-Sardi          | 26 | 7  | 7 | 12 | 29 | 47 | −18  | 28   |                                   |
| 12.  | Poljičanin 1921        | 26 | 7  | 6 | 13 | 31 | 52 | −21  | 27   |                                   |
| 13.  | Val (R)                | 26 | 6  | 4 | 16 | 27 | 53 | −26  | 22   | 2. ŽNL                            |
| 14.  | Vinjani (R)            | 26 | 1  | 4 | 21 | 20 | 79 | −59  | 7    | 2. ŽNL                            |

1. ↑  1 bod oduzet od saveza.
2. ↑  1 bod oduzet od saveza.

## Rezultati
Izvori: 

Ažurirano: 7. lipnja 2019.
| 1. kolo                   | 1. kolo  |
| ------------------------- | -------- |
| 1./2./4. rujna 2018.      |          |
| Poljičanin 1921 – Vinjani | 3:0      |
| Omiš – GOŠK               | 0:3 p.f. |
| OSK – Postira-Sardi       | 1:0      |
| Jadran T – Mladost        | 0:0      |
| Sloga – Zmaj              | 3:1      |
| Orkan – Omladinac         | 0:1      |
| Val – Jadran KS           | 0:4      |
| [ 5 ]                     |          |

| 2. kolo                 | 2. kolo |
| ----------------------- | ------- |
| 8./9./11. rujna 2018.   |         |
| Zmaj – Mladost          | 3:0     |
| Omladinac – Jadran T    | 0:0     |
| Jadran KS – Orkan       | 4:1     |
| GOŠK – OSK              | 1:2     |
| Vinjani – Omiš          | 1:2     |
| Postira-Sardi – Val     | 6:1     |
| Sloga – Poljičanin 1921 | 6:1     |
| [ 6 ]                   |         |

| 3. kolo                | 3. kolo |
| ---------------------- | ------- |
| 15./16. rujna 2018.    |         |
| Poljičanin 1921 – Zmaj | 1:5     |
| Omiš – Sloga           | 1:1     |
| OSK – Vinjani          | 2:0     |
| Val – GOŠK             | 3:3     |
| Jadran T – Jadran KS   | 4:1     |
| Mladost – Omladinac    | 2:4     |
| Orkan – Postira-Sardi  | 0:1     |
| [ 7 ]                  |         |

| 4. kolo                  | 4. kolo  |
| ------------------------ | -------- |
| 22./23. rujna 2018.      |          |
| Zmaj – Omladinac         | 0:2      |
| Jadran KS – Mladost      | 2:1      |
| GOŠK – Orkan             | 3:0 p.f. |
| Vinjani – Val            | 0:3      |
| Poljičanin 1921 – Omiš   | 2:3      |
| Postira-Sardi – Jadran T | 0:4      |
| Sloga – OSK              | 3:0      |
| [ 8 ]                    |          |

| 5. kolo                            | 5. kolo |
| ---------------------------------- | ------- |
| 29./30. rujna / 1. listopada 2018. |         |
| Omiš – Zmaj                        | 2:1     |
| OSK- Poljičanin 1921               | 4:1     |
| Val – Sloga                        | 0:2     |
| Jadran T – GOŠK                    | 6:0     |
| Mladost – Postira-Sardi            | 4:0     |
| Omladinac – Jadran KS              | 2:2     |
| Orkan – Vinjani                    | 6:1     |
| [ 9 ]                              |         |

| 6. kolo                   | 6. kolo |
| ------------------------- | ------- |
| 6./7./8. listopada 2018.  |         |
| Zmaj – Jadran KS          | 1:0     |
| GOŠK – Mladost            | 4:1     |
| Vinjani – Jadran T        | 0:5     |
| Poljičanin 1921 – Val     | 4:1     |
| Omiš – OSK                | 2:0     |
| Postira-Sardi – Omladinac | 1:0     |
| Sloga – Orkan             | 2:2     |
| [ 10 ] [ 11 ]             |         |

| 7. kolo                   | 7. kolo |
| ------------------------- | ------- |
| 13./14. listopada 2018.   |         |
| OSK – Zmaj                | 4:1     |
| Val – Omiš                | 0:3     |
| Jadran T – Sloga          | 1:3     |
| Mladost – Vinjani         | 4:2     |
| Omladinac – GOŠK          | 0:0     |
| Jadran KS – Postira-Sardi | 2:0     |
| Orkan – Poljičanin 1921   | 2:1     |
| [ 12 ]                    |         |

| 8. kolo                    | 8. kolo |
| -------------------------- | ------- |
| 20./21. listopada 2018.    |         |
| Zmaj – Postira-Sardi       | 7:0     |
| GOŠK – Jadran KS           | 1:0     |
| Vinjani – Omladinac        | 2:0     |
| Poljičanin 1921 – Jadran T | 1:4     |
| Omiš – Orkan               | 3:1     |
| OSK – Val                  | 2:1     |
| Sloga – Mladost            | 2:0     |
| [ 12 ]                     |         |

| 9. kolo                     | 9. kolo |
| --------------------------- | ------- |
| 26./27./28. listopada 2018. |         |
| Val – Zmaj                  | 0:1     |
| Jadran T – Omiš             | 0:0     |
| Mladost – Poljičanin 1921   | 0:0     |
| Omladinac – Sloga           | 0:0     |
| Jadran KS – Vinjani         | 1:1     |
| Orkan – OSK                 | 1:1     |
| Postira-Sardi – GOŠK        | 0:3     |
| [ 13 ]                      |         |

| 10. kolo                    | 10. kolo |
| --------------------------- | -------- |
| 3./4. studenog 2018.        |          |
| Zmaj – GOŠK                 | 7:1      |
| Vinjani – Postira-Sardi     | 1:1      |
| Poljičanin 1921 – Omladinac | 1:0      |
| Omiš – Mladost              | 4:1      |
| OSK – Jadran T              | 2:0      |
| Val – Orkan                 | 0:2      |
| Sloga – Jadran KS           | 6:1      |
| [ 14 ]                      |          |

| 11. kolo                    | 11. kolo |
| --------------------------- | -------- |
| 10./11. studenog 2018.      |          |
| Jadran T – Val              | 5:0      |
| Mladost – OSK               | 2:1      |
| Omladinac – Omiš            | 2:1      |
| Jadran KS – Poljičanin 1921 | 5:1      |
| GOŠK – Vinjani              | 2:2      |
| Orkan – Zmaj                | 0:2      |
| Postira-Sardi – Sloga       | 0:4      |
| [ 15 ]                      |          |

| 12. kolo                        | 12. kolo |
| ------------------------------- | -------- |
| 15./17./18. studenog 2018.      |          |
| Zmaj – Vinjani                  | 3:0      |
| Poljičanin 1921 – Postira-Sardi | 2:1      |
| Omiš – Jadran KS                | 0:0      |
| OSK – Omladinac                 | 0:1      |
| Val – Mladost                   | 0:1      |
| Sloga – GOŠK                    | 1:0      |
| Orkan – Jadran T                | 3:2      |
| [ 16 ]                          |          |

| 13. kolo               | 13. kolo |
| ---------------------- | -------- |
| 24. studenog 2018.     |          |
| Jadran T – Zmaj        | 1:0      |
| Mladost – Orkan        | 1:3      |
| Omladinac – Val        | 1:2      |
| Jadran KS – OSK        | 3:0      |
| GOŠK – Poljičanin 1921 | 4:1      |
| Vinjani – Sloga        | 0:2      |
| Postira-Sardi – Omiš   | 2:2      |
| [ 10 ]                 |          |

| 14. kolo                  | 14. kolo |
| ------------------------- | -------- |
| 2. ožujka 2019.           |          |
| Zmaj – Sloga              | 1:1      |
| Vinjani – Poljičanin 1921 | 0:2      |
| GOŠK – Omiš               | 1:1      |
| Postira-Sardi – OSK       | 0:1      |
| Jadran KS – Val           | 2:0      |
| Omladinac – Orkan         | 3:1      |
| Mladost – Jadran T        | 0:1      |
| [ 17 ]                    |          |

| 15. kolo                | 15. kolo |
| ----------------------- | -------- |
| 9./10. ožujka 2019.     |          |
| Mladost – Zmaj          | 2:0      |
| Jadran T – Omladinac    | 1:0      |
| Orkan – Jadran KS       | 5:1      |
| Val – Postira-Sardi     | 2:0      |
| OSK – GOŠK              | 1:3      |
| Omiš – Vinjani          | 4:0      |
| Poljičanin 1921 – Sloga | 0:4      |
| [ 18 ]                  |          |

| 16. kolo               | 16. kolo |
| ---------------------- | -------- |
| 16./17. ožujka 2019.   |          |
| Zmaj – Poljičanin 1921 | 2:0      |
| Sloga – Omiš           | 2:1      |
| Vinjani – OSK          | 1:3      |
| GOŠK – Val             | 4:3      |
| Postira-Sardi – Orkan  | 0:2      |
| Jadran KS – Jadran T   | 0:1      |
| Omladinac – Mladost    | 3:1      |
| [ 19 ]                 |          |

| 17. kolo                 | 17. kolo |
| ------------------------ | -------- |
| 23./24. ožujka 2019.     |          |
| Omladinac – Zmaj         | 1:2      |
| Mladost – Jadran KS      | 0:1      |
| Jadran T – Postira-Sardi | 0:0      |
| Orkan – GOŠK             | 1:1      |
| Val – Vinjani            | 2:1      |
| OSK – Sloga              | 2:3      |
| Omiš – Poljičanin 1921   | 1:1      |
| [ 20 ]                   |          |

| 18. kolo                | 18. kolo |
| ----------------------- | -------- |
| 30./31. ožujka 2019.    |          |
| Zmaj – Omiš             | 1:0      |
| Poljičanin 1921 – OSK   | 2:0      |
| Sloga – Val             | 3:2      |
| Vinjani – Orkan         | 1:3      |
| GOŠK – Jadran T         | 1:1      |
| Postira-Sardi – Mladost | 2:2      |
| Jadran KS – Omladinac   | 0:0      |
| [ 21 ]                  |          |

| 19. kolo                  | 19. kolo |
| ------------------------- | -------- |
| 6./7. travnja 2019.       |          |
| Jadran KS – Zmaj          | 1:0      |
| Omladinac – Postira-Sardi | 2:1      |
| Mladost – GOŠK            | 1:0      |
| Jadran T – Vinjani        | 2:1      |
| Orkan – Sloga             | 0:4      |
| Val – Poljičanin 1921     | 1:1      |
| OSK – Omiš                | 1:0      |
| [ 22 ]                    |          |

| 20. kolo                  | 20. kolo |
| ------------------------- | -------- |
| 13./14. travnja 2019.     |          |
| Zmaj – OSK                | 6:1      |
| Omiš – Val                | 0:1      |
| Poljičanin 1921 – Orkan   | 0:2      |
| Sloga – Jadran T          | 2:1      |
| Vinjani – Mladost         | 1:3      |
| GOŠK – Omladinac          | 2:2      |
| Postira-Sardi – Jadran KS | 2:2      |
| [ 23 ]                    |          |

| 21. kolo                   | 21. kolo |
| -------------------------- | -------- |
| 20./22. travnja 2019.      |          |
| Postira-Sardi – Zmaj       | 1:1      |
| Jadran KS – GOŠK           | 1:1      |
| Omladinac – Vinjani        | 3:0      |
| Mladost – Sloga            | 4:2      |
| Jadran T – Poljičanin 1921 | 1:1      |
| Orkan – Omiš               | 2:6      |
| Val – OSK                  | 1:1      |
| [ 24 ]                     |          |

| 22. kolo                  | 22. kolo |
| ------------------------- | -------- |
| 27./28./30. travnja 2019. |          |
| Zmaj – Val                | 2:1      |
| OSK – Orkan               | 2:2      |
| Omiš – Jadran T           | 2:1      |
| Poljičanin 1921 – Mladost | 0:0      |
| Sloga – Omladinac         | 1:0      |
| Vinjani – Jadran KS       | 2:2      |
| GOŠK – Postira-Sardi      | 1:2      |
| [ 25 ]                    |          |

| 23. kolo                    | 23. kolo |
| --------------------------- | -------- |
| 4./5. svibnja 2019.         |          |
| GOŠK – Zmaj                 | 2:4      |
| Postira-Sardi – Vinjani     | 4:0      |
| Jadran KS – Sloga           | 1:3      |
| Omladinac – Poljičanin 1921 | 1:2      |
| Mladost – Omiš              | 0:2      |
| Jadran T – OSK              | 1:1      |
| Orkan – Val                 | 0:2      |
| [ 26 ]                      |          |

| 24. kolo                    | 24. kolo |
| --------------------------- | -------- |
| 11./13. svibnja 2019.       |          |
| Zmaj – Orkan                | 3:0      |
| Val – Jadran T              | 1:1      |
| OSK – Mladost               | 4:2      |
| Omiš – Omladinac            | 2:1      |
| Poljičanin 1921 – Jadran KS | 1:1      |
| Sloga – Postira-Sardi       | 2:2      |
| Vinjani – GOŠK              | 2:6      |
| [ 27 ]                      |          |

| 25. kolo                        | 25. kolo |
| ------------------------------- | -------- |
| 18. svibnja 2019.               |          |
| Vinjani – Zmaj                  | 0:5      |
| GOŠK – Sloga                    | 4:3      |
| Jadran KS – Omiš                | 2:1      |
| Jadran T – Orkan                | 2:1      |
| Mladost – Val                   | 1:0      |
| Omladinac – OSK                 | 2:1      |
| Postira-Sardi – Poljičanin 1921 | 2:1      |
| [ 28 ]                          |          |

| 26. kolo               | 26. kolo |
| ---------------------- | -------- |
| 25. svibnja 2019.      |          |
| Zmaj – Jadran T        | 5:1      |
| Orkan – Mladost        | 0:2      |
| Val – Omladinac        | 0:3      |
| OSK – Jadran KS        | 4:1      |
| Omiš – Postira-Sardi   | 0:1      |
| Poljičanin 1921 – GOŠK | 1:2      |
| Sloga – Vinjani        | 6:1      |
| [ 29 ]                 |          |

## Najbolji strijelci
Izvori:
Strijelci 10 i više pogodaka: 
| 32 gola - Mario Marović (Sloga) 20 golova - Ivan Šarić (Orkan) 15 golova - Božo Duvnjak (GOŠK) 14 golova - Toni Katić (Sloga) - Ante Ćapin (Zmaj) | 13 golova - Marin Koštić (Jadran T) 11 golova - Ivan Projić (GOŠK) - Dominik Plavša (OSK) - Danijel Rašić (Zmaj) 10 golova - Mario Šimić (Mladost) - Tomislav Copić (Postira-Sardi) |

## Vanjske poveznice
- nszsd.hr – Nogometni savez Županije Splitsko-dalmatinske
- nszsd.hr, 1. ŽNL
- facebook.com, 1. ŽNL Splitsko-dalmatinske županije
- sportnet.hr forum, 1. i 2. ŽNL Splitsko-dalmatinske županije  Arhivirana inačica izvorne stranice od 27. studenoga 2021. (Wayback Machine)
- rsssf.com, Hrvatska 2018./19., 1. ŽNL